# Mathieu Roy
Mathieu Roy, född 10 augusti 1983, är en kanadensisk professionell ishockeyspelare som spelar för Tampa Bay Lightning i NHL. Han har tidigare representerat Columbus Blue Jackets och Edmonton Oilers.
Roy draftades i sjunde rundan i 2003 års draft av Edmonton Oilers som 215:e spelare totalt.